# Ordre de la Guerre patriotique
Pour un article plus général, voir Titres honorifiques, ordres, décorations et médailles de l'Union soviétique.
 (février 2025).
L'ordre de la Guerre patriotique (en russe : Орден Отечественной войны, Orden Otetchestvennoï voïny) fut l'une des plus hautes décorations soviétiques créée le 20 mai 1942, pour récompenser les meilleurs soldats de la Grande Guerre patriotique, qui est le nom donné à la Seconde Guerre mondiale en Union soviétique.

## Historique

### Genèse
Créé le 20 mai 1942, l'ordre de la Guerre patriotique, ainsi nommé pour bien souligner le côté national de la lutte soviétique contre l'envahisseur nazi, comprenait deux classes et devait pouvoir récompenser tous les membres de l'Armée rouge ainsi que les partisans ou les membres des troupes de sécurité, sans considération de grade ou d'origine.

### Conditions d'attribution
Cet ordre pouvait être décerné pour un certain nombre d'actes de guerre :
- 1re classe :
  - Armée de terre : pour la destruction d'un char lourd, de deux chars moyens ou de quatre chars légers adverses ; la destruction de mitrailleuses ou de bunkers.
  - Aviation : pour avoir détruit un objectif tactiquement important ; pour les membres de l'équipage d'un bombardier lourd ayant abattu quatre avions ennemis ou ayant accompli plus de 20 missions ; pour un bombardier léger ayant abattu sept appareils adverses ; pour un pilote de chasse ayant obtenu trois victoires homologuées ou ayant accompli au moins 60 missions de guerre.
  - Marine : pour avoir coulé ou capturé un navire ennemi.
- 2e classe :
  - Armée de terre : pour la destruction de véhicules semi-blindés ou un ou deux chars ;
  - Aviation : pour un bombardier léger ayant abattu six avions ou pour un pilote de chasse ayant obtenu deux victoires homologuées.
  - Marine : pour un débarquement réussi.

### Évolution

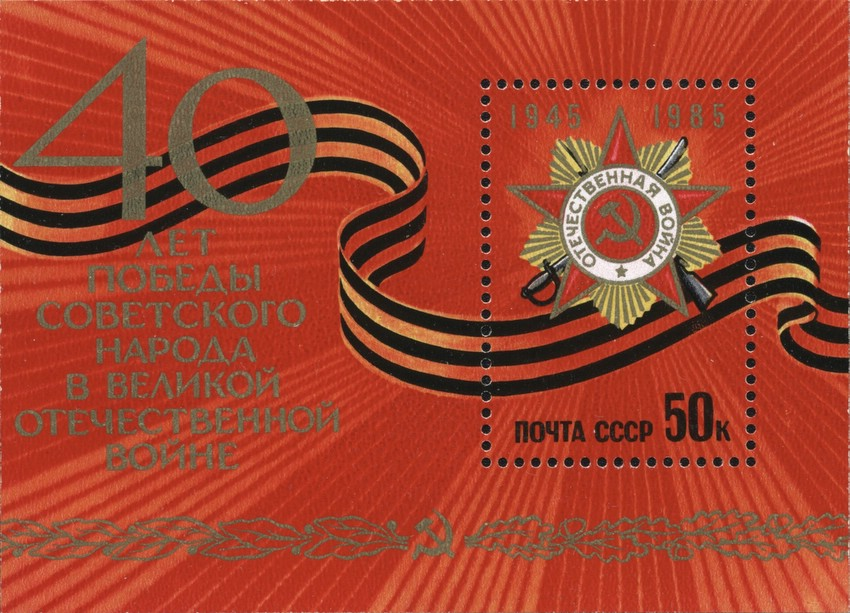
Timbre soviétique de 1985 célébrant le de l'institution de l'ordre de la Guerre patriotique.

Durant le conflit environ 1 275 000 ordres de la Guerre Patriotique, dont 324 000 de 1re classe et 951 652 de 2e classe, furent décernés.
En mai 1985, pour le 40e anniversaire de la victoire sur l'Allemagne nazie, celui-ci fut décerné à tous les vétérans survivants de la Seconde Guerre mondiale : 7 462 000 anciens combattants la reçurent, dont 2 054 000 de 1re classe et 5 408 000 de 2e classe.

## Description
- 1re classe : étoile rouge, derrière laquelle se trouvent un sabre et un fusil croisé, sur une plaque de rayons dorés. Le centre du médaillon circulaire inscrit dans l'étoile porte les mots « guerre patriotique » en lettres cyrilliques, entourant un marteau et une faucille dorés. Diamètre de 45 mm.
- 2e classe : identique à l'insigne précédent, si ce n'est que les rayons du fond sont argentés.
- les rubans:
  - 1re classe : rouge foncé avec un bandeau centre rouge clair ;
  - 2e classe : rouge foncé avec deux liserés de rouge clair.
- La médaille originelle était composée de deux pièces : la première pièce était constituée de l'étoile, et la seconde des rayons, de l'épée et du fusil. La seconde partie était vissée derrière la première par un axe, sur lequel s'enfilait également le fermoir. Lors de la réédition en 1985, l'étoile fut usinée d'une seule pièce (sans compter le fermoir) en argent.

## Récipiendaires
À titre individuel, l'ordre de la Guerre patriotique fut attribué à soixante-sept pilotes français du Régiment de chasse Normandie-Niémen[réf. nécessaire].